# 17e escadrille (Belgique)
La 17e escadrille (néerlandais : 17de Smaldeel et anglais : 17th Squadron), est une escadrille d'hélicoptères Agusta A109 du Wing Heli de la composante air des forces armées belges.
Elle est basée à Beauvechain, dans la province du Brabant wallon.

## Historique
La 17e escadrille est formée le 19 juin 1956 et est rattachée à la 1re division d'infanterie.
Le 9 septembre 2010, le Wing Heli déménage de la base aérienne de Bierset à celle de Beauvechain pour être intégré au 1er Wing qui est transformé.